# Hrabstwo Pike (Georgia)

Piramida wieku hrabstwa

Hrabstwo Pike (ang. Pike County) – hrabstwo w stanie Georgia w Stanach Zjednoczonych. Jego siedzibą administracyjną jest miasto Zebulon.
Powstało w 1822 roku. Jego nazwa powstała od nazwiska Zebulona Pike'a (1779–1813), odkrywcy, bohatera wojny 1812.

## Geografia
Według spisu z 2000 obszar całkowity hrabstwa obejmuje powierzchnię 568 km², z czego 566 km² stanowią lądy, a 2 km² stanowią wody. Według spisu w 2020 roku liczy 18,9 tys. mieszkańców, w tym 87,1% stanowi biała społeczność nielatynoska.

### Sąsiednie hrabstwa
- Hrabstwo Spalding (północ)
- Hrabstwo Lamar (wschód)
- Hrabstwo Upson (południe)
- Hrabstwo Meriwether (zachód)

### Miejscowości
- Concord
- Hilltop (CDP)
- Meansville
- Molena
- Williamson
- Zebulon

## Polityka
Hrabstwo należy do najbardziej republikańskich w obszarze metropolitalnym Atlanty, gdzie w wyborach prezydenckich w 2020 roku, 85,1% głosów otrzymał Donald Trump i 14% przypadło dla Joe Bidena.

## Religia
W 2020 roku hrabstwo posiada wysoki odsetek zielonoświątkowców (9,4%), świadków Jehowy (3,5%) i hinduistów (1,9%).